# 瑞雅勒-拿撒勒
瑞雅勒-拿撒勒（法語：Jugeals-Nazareth，法語發音：[ʒyʒal nazaʁɛt]）是法国科雷兹省的一个市镇，位于该省西南部，属于布里夫拉盖亚尔德区。

## 地名
该市镇原名“瑞雅勒”（Jugeal，1801年时拼写变为），1927年更名为今天的“瑞雅勒-拿撒勒”（Jugeals-Nazareth）。后者是该市镇内的一个称地，其得名于位于今以色列的城市、耶稣故乡拿撒勒。

## 地理
瑞雅勒-拿撒勒（45°4'53"N, 1°33'34"E）面积10.95 平方千米，位于法国新阿基坦大区科雷兹省，该省份为法国中南部省份，北起上维埃纳省和克勒兹省，西接多爾多涅省，南至洛特省，东临多姆山省和康塔爾省。
与瑞雅勒-拿撒勒接壤的市镇（或旧市镇、城区）包括：布里夫拉盖亚尔德、科纳克、内斯普勒、诺阿耶、蒂雷讷。
瑞雅勒-拿撒勒的时区为UTC+01:00、UTC+02:00（夏令时）。

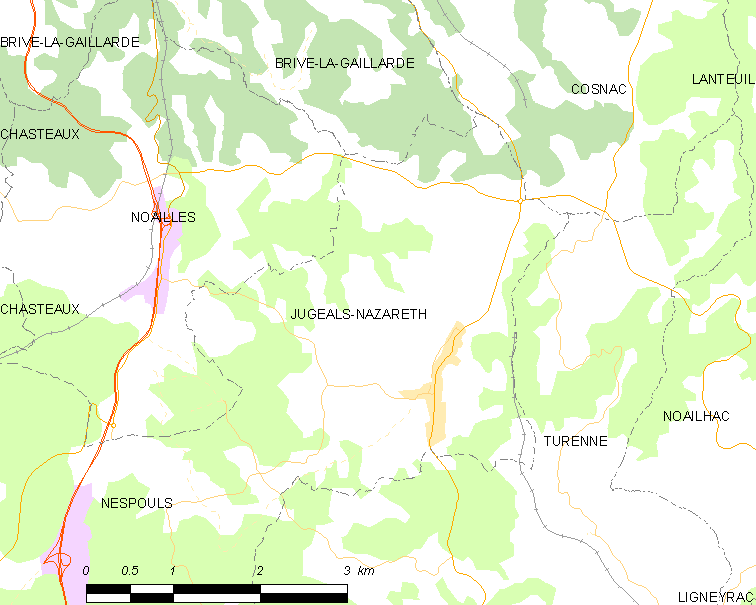
瑞雅勒-拿撒勒的OSM定位图

## 行政
瑞雅勒-拿撒勒的邮政编码为19500，INSEE市镇编码为19093。

## 政治
瑞雅勒-拿撒勒所属的省级选区为圣庞塔莱翁-德拉尔什县。

## 人口

1962-2008年间瑞雅勒-拿撒勒人口变化图示

瑞雅勒-拿撒勒于2022年1月1日时的人口数量为951人。